# Neeka
Neeka ist ein britisch-schwedisches Elektro-Pop-Duo. Sie wurden über die Single Following the Sun mit dem Produzenten-Duo Super-HI bekannt.

## Bandgeschichte
Neeka besteht aus den beiden Singer-Songwriterinnen Negin Djafari und Katy Tizzard. Letztere ist die Schwester des Musikproduzenten George Tizzard. Sie ist auch als Solokünstlerin unter dem Namen Katy Tiz aktiv und Delfintrainerin. Djafari kommt aus Schweden ist ebenfalls als Songwriterin aktiv und schrieb unter anderem für Drake, James Arthur und Fifth Harmony.
Neeka sind Mitautorinnen des Songs Following the Sun, den sie zusammen mit dem Produzenten-Duo Super-HI aufnahmen, in dem auch Tizzards Bruder aktiv ist. Für beide Projekte war es die Debütsingle. Bereits 2020 veröffentlicht folgte im Februar 2021 eine Akustikversion des Songs.

## Diskografie
Singles
- 2021: Following the Sun (mit Super-HI, UK: Silber)
- 2024: Get Ready (mit Super-HI)

## Auszeichnungen für Musikverkäufe
| Goldene Schallplatte - Frankreich - 2023: für die Single Following the Sun |

Anmerkung: Auszeichnungen in Ländern aus den Charttabellen bzw. Chartboxen sind in ebendiesen zu finden.
| Land/RegionAuszeichnungen für Musikverkäufe (Land/Region, Auszeichnungen, Verkäufe, Quellen) | Silber  | Gold     | Platin  | Verkäufe | Quellen           |
| -------------------------------------------------------------------------------------------- | ------- | -------- | ------- | -------- | ----------------- |
| Deutschland (BVMI)                                                                           | —       | Gold1    | —       | 200.000  | musikindustrie.de |
| Frankreich (SNEP)                                                                            | —       | Gold1    | —       | 100.000  | snepmusique.com   |
| Österreich (IFPI)                                                                            | —       | —        | Platin1 | 30.000   | ifpi.at           |
| Vereinigtes Königreich (BPI)                                                                 | Silber1 | —        | —       | 200.000  | bpi.co.uk         |
| Insgesamt                                                                                    | Silber1 | 2× Gold2 | Platin1 |          |                   |